# Isotiazolo
L'isotiazolo o 1,2-tiazolo è un composto eterociclico aromatico costituito da un anello di cinque atomi: tre di carbonio, uno di azoto e uno di zolfo. L'isotiazolo appartiene alla classe degli azoli. Diversamente dall'isomero tiazolo i due eteroatomi sono in posizione adiacente.
La struttura dell'isotiazolo è incorporata in una vasta gamma di composti biologicamente attivi utilizzati come farmaci.